# Спомен-биста Благоја Паровића
Спомен-биста Благоја Паровића је споменик у Београду. Налази се  у општини Чукарица.

## Опште карактеристике
Спомен-биста налази се у улици Благоја Паровића на Бановом брду. Подигнута је 1988. године од стране становника месне заједнице „Благоје Паровић”.  Скулптуру је израдио српски вајар и академик Момчило Крковић, а аутори спомен обележја су архитекте Александар Ђокић и Петар Марковић.

На спомен-бисти стоји натпис: 
„1903—1937 Благоје Паровић Шмит. Истакнути револуционар радничког и комунистичког покрета у Југославији. Члан Полибироа ЦК КПЈ. Погинуо у Шпанском грађанском рату као политички комесар XIII интернационалне бригаде.”
Паровићева смрт и данас је предмет дебата. Према једној верзији, погинуо је 6. јула 1937. године у борби против шпанских фашиста код Виљануеве де ла Кањаде, док га је према другој верзији убио Влајко Беговић, егзекутор НКВД-а, по наређењу Јосипа Броза Тита.